# 我的团长我的团
《我的团长我的团》是中国大陆2009年播出的一部关于中国远征军的战争题材电视连续剧，共43集。由于是原《士兵突击》制作班底制作，在《士兵突击》时已经聚集了不少人气，所以播映前观众对这部剧集就有很高的期望，造成各大电视台纷纷抢购这部电视剧，从而卖出150万一集的高价。获得首轮播出权卫视台：东方卫视、江苏卫视、北京卫视、云南卫视；二轮播出权浙江卫视、山东卫视、河北卫视、四川卫视；三轮广东卫视。

## 主要角色
| 演员姓名             | 角色姓名                             |
| -------------------- | ------------------------------------ |
| 段奕宏               | 龙文章（“死啦死啦”，简称“死啦”）     |
| 张译                 | 孟烦了（“烦啦”）                     |
| 张国强               | （张）迷龙                           |
| 邢佳栋               | 虞啸卿                               |
| 王往                 | 林译（“阿译”）                       |
| 罗京民               | 郝西川（“兽医”）                     |
| 高锦                 | 康火镰（“康丫”）                     |
| 范雷                 | 马大志（“蛇屁股”）                   |
| 王大治               | 邓宝（“不辣”）                       |
| 王迅                 | 李四福（“要麻”）                     |
| 谢孟伟               | 谷小麦（“豆饼”）                     |
| 王东栋               | 董刀（“丧门星”）                     |
| 张衡平               | 崔勇（“大胡子”）                     |
| 刘天佐               | 时小毛（“克虏伯”）                   |
| 杜建桥               | 李连胜（“李乌拉”）                   |
| 宿宇杰               | 邢福全                               |
| 白恩                 | “羊蛋子”                             |
| 马云                 | “满汉”                               |
| 何杰                 | “泥蛋”                               |
| 刘威葳               | 上官戒慈                             |
| 袁菲                 | 陈小醉                               |
| 江奇翰               | 雷宝儿                               |
| 李梁                 | 李梁（赤色青年、“小书虫”、“小蚂蚁”） |
| 史航                 | 世航大师                             |
| 吴有才               | 孟父                                 |
| 哈斯其其格           | 孟母                                 |
| 赵志君               | 唐基                                 |
| 李京                 | 陈主任                               |
| 张寒冰               | 虞慎卿                               |
| 李晨                 | 张立宪                               |
| 王大奇               | 何书光                               |
| 左腾云               | 余治                                 |
| 曹海涛               | 海正冲                               |
| 陈思成               | 米奇（救援团团长）                   |
| 李博                 | 程小龙                               |
| 刁海明               | 刑九鸿                               |
| 邓宝                 | 收容站长                             |
| Karl Eiselen         | 阿瑟·麦克鲁汉（“麦师傅”）            |
| Jonathan Kos-Read    | 阿尔杰·柯林斯（“全民协助”）          |
| 兰晓龙               | 竹内联山（日军指挥官）（照片）       |
| 杨在景（远征军老兵） | 老年孟烦了                           |

## 故事梗概
故事讲述是第二次世界大戰时期，中国远征军远征缅甸的故事。剧中人物、地点和故事情节基本为虚构。
1941年，滇西禅达城市。孟烦了、迷龙、不辣、郝兽医等散兵困居在收容站，他们以各自的方式在乱世中求生。团長虞啸卿来到收容站拉起一只队伍，以川军团的名义出征缅甸。
原本應該飛往印度向駐印軍司令部、新一軍新編第一軍報到的一群新兵，卻在途中被日軍擊落迫降在一個不知名的村落；孟烦了等人才剛剛走出殘破的美军飞机，就遇上某部大部队的溃退。一群人被几个日军围困在仓库之内。这时奇迹般的出现了一个人，他自称龙文章，是他们的团长。这位“团长”带领一帮溃兵边打边退，当到中国境内时，他已经拉起了一个简装团。
在行天渡旁，抢着过怒江的军人和民众挤成一团，而此时日军前锋也渐渐逼近。龙文章打断缆绳，激励众军与自己一起抵抗紧逼的日军。经过一夜激战，他们伤亡惨重。在与东岸虞啸卿的旗语对话中，龙文章跪求虞啸卿的炮火支援。虞啸卿虽不知龙文章的真实身份，但也应允。利用炮火支援，龙文章等人逃回东岸，但只有廖廖数人，大部人都已牺牲。
当他们回到禅达城市，民众们对这群保住了东崖家园的英雄表达了最热情的欢迎。当龙文章见到虞啸卿时，等待他的却是被逮捕的命运。一月后在军事法庭上，他们再次见到了龙文章。这场审讯，龙文章终于说了真话。他本是一个團部後勤军需補給官上尉，当祁团副死后，穿了他的衣服，收拢起一支部队，打了一场绝户仗。

## 电视结局
全剧共43集，故事以虞师冲上南天门，弹尽粮绝的炮灰团得到救援结束。后有一段老年孟烦了走过禅达街头的影像，其中大部分演员以现代装穿插出镜。与小说相比，电视剧大约有1/3的内容未拍摄。
在小说的结局中，龙文章等人自杀，孟烦了在解放战争中，被解放军战士牛腾云俘虏，后解甲归田回到禅达。六十年后，当虞啸卿用写有“我一生愧对的挚友，我必须面对的挚友”的花圈祭奠龙文章，急切的询问还有没有熟人时，孟烦了只是平静的想回家做饭。

## 拍摄意外
在拍战争场面时，烟火师郭岩演示爆破炸点，炸药意外爆炸，郭岩不治身亡。

## 首播争议
- 首轮播出时，四大卫视都搞首映仪式或节目采访或特别节目，来抓住大众的眼球，四大卫视为了收视，各显神通，江苏卫视采用零点首映方式每天播出2集，获得了一定的成功，在零点这个冷时带创造0.4％，市场份额达7％[3]，是平时收视率的十倍多，在晚间黄金时带三大卫视播出该剧时，也稳居前十（北京卫视3月7日播出），而云南卫视从3月6日起除《新闻联播》及《云南新闻联播》时段外，全天24小时播出该剧，从而在中国大陆掀起一股“团长热”。
- 首轮播出时由于出现了如江苏卫视的零点首映，云南卫视的全天滚动播出等事件，打乱了原本电视剧正常播出，出现了恶意竞播的现象。在国家广电总局电视剧管理司的主持下，北京卫视、东方卫视、江苏卫视等23家省级卫视台共同签署了《电视台电视剧播出自律公约》，以此解决由《我的团长我的团》引发出来的各大卫视的“抢播”大战。

## 外部連結
- 搜狐网《我的团长我的团》专题 （页面存档备份，存于）
- 新浪网《我的团长我的团》专题 （页面存档备份，存于）
- 腾讯网 《我的团长我的团》专题 （页面存档备份，存于）
- 新華網傳媒頻道特別策劃：一部電視劇引發的螢屏混戰 （页面存档备份，存于）